# Tour der neuseeländischen Rugby-Union-Nationalmannschaft nach Australien 1907
| Tour der All Blacks nach Australien 1907 | Tour der All Blacks nach Australien 1907 | Tour der All Blacks nach Australien 1907 | Tour der All Blacks nach Australien 1907 | Tour der All Blacks nach Australien 1907 |
| Übersicht                                | S                                        | G                                        | U                                        | N                                        |
| ---------------------------------------- | ---------------------------------------- | ---------------------------------------- | ---------------------------------------- | ---------------------------------------- |
| Test Matches                             | 3                                        | 2                                        | 1                                        | 0                                        |
| Sonstige Spiele                          | 5                                        | 4                                        | 0                                        | 1                                        |
| Gesamt                                   | 8                                        | 6                                        | 1                                        | 1                                        |
|                                          |                                          |                                          |                                          |                                          |
| Australien                               | 3                                        | 2                                        | 1                                        | 0                                        |

Die Tour der neuseeländischen Rugby-Union-Nationalmannschaft nach Australien 1907 umfasste eine Reihe von Freundschaftsspielen der All Blacks, der Nationalmannschaft Neuseelands in der Sportart Rugby Union. Das Team reiste im Juli und August 1907 durch Australien, wobei es acht Spiele bestritt. Dazu gehörten ein Spiel gegen die Wellington Rugby Football Union zur Vorbereitung, vier weitere Spiele gegen Auswahlteams sowie drei Test Matches gegen die Wallabies. Die einzige Niederlage mussten die Neuseeländer gegen die New South Wales Waratahs hinnehmen, hinzu kam ein Unentschieden im dritten Test Match gegen Australien.

## Spielplan
- Hintergrundfarbe grün = Sieg
- Hintergrundfarbe gelb = Unentschieden
- Hintergrundfarbe rot = Niederlage

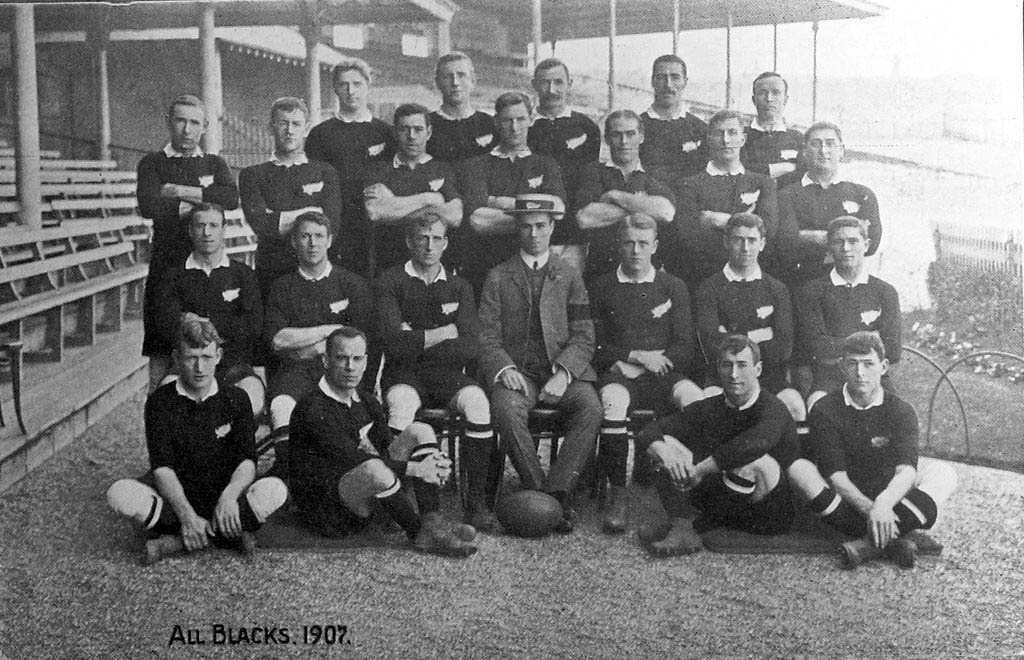
Das neuseeländische Team während der Tour von 1907

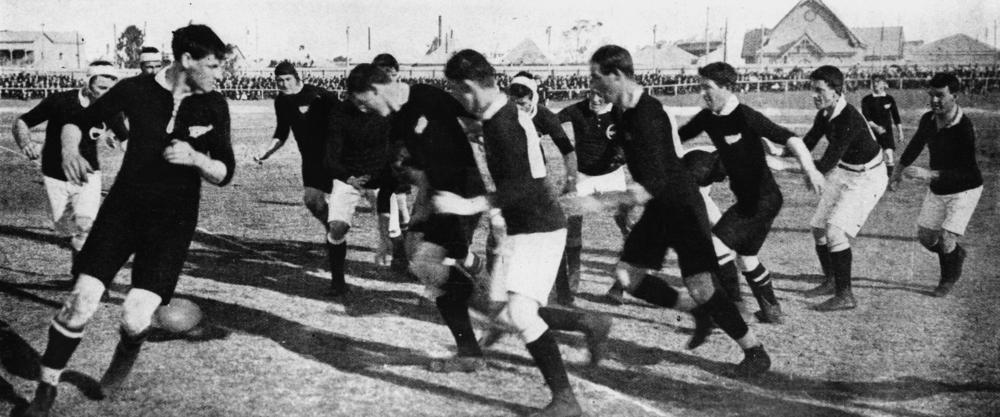
Spiel gegen die Queensland Reds am 24. Juli

(Test Matches sind grau unterlegt; Ergebnisse aus der Sicht Neuseelands)
| # | Datum           | Gegner                          | Ort        | Stadion                 | Ergebnis |
| - | --------------- | ------------------------------- | ---------- | ----------------------- | -------- |
| 1 | 06. Juli 1907   | Wellington Rugby Football Union | Wellington | Athletic Park           | 19:6     |
| 2 | 13. Juli 1907   | New South Wales Waratahs        | Sydney     | Sydney Cricket Ground   | 11:3     |
| 3 | 17. Juli 1907   | New South Wales Waratahs        | Sydney     | Sydney Cricket Ground   | 0:14     |
| 4 | 20. Juli 1907   | Australien                      | Sydney     | Sydney Cricket Ground   | 26:6     |
| 5 | 24. Juli 1907   | Queensland Reds                 | Brisbane   | Brisbane Cricket Ground | 23:3     |
| 6 | 27. Juli 1907   | Queensland Reds                 | Brisbane   | Brisbane Cricket Ground | 17:11    |
| 7 | 03. August 1907 | Australien                      | Brisbane   | Brisbane Cricket Ground | 14:5     |
| 8 | 10. August 1907 | Australien                      | Sydney     | Sydney Cricket Ground   | 5:5      |

## Test Matches
| 20. Juli 1907 | Australien                                    | 6 : 26         | Neuseeland                                                              | Sydney Cricket Ground, Sydney Zuschauer: 48.677 Schiedsrichter: A. Brown (Australien) |
| 20. Juli 1907 | Straftritte: Carmichael Dropgoals: Carmichael | (0:13) Bericht | Versuche: Francis Hughes Mitchinson (3) Seeling Erhöhungen: Wallace (4) | Sydney Cricket Ground, Sydney Zuschauer: 48.677 Schiedsrichter: A. Brown (Australien) |

Aufstellungen:
- Australien: Jack Barnett, Peter Burge , Phillip Carmichael, William Dix, Peter Flanagan, Tom Griffin, James Hughes, Paddy McCue, Chris McKivat, John Rosewell, Norman Row, Charles Russell, Bede Smith, George Watson, Frederick Wood 
 Auswechselspieler: Robert Graves, Billy Richards
- Neuseeland: Ernest Booth, Steve Casey, John Colman, Bill Cunningham, Arthur Francis, Frank Fryer, Edward Hughes, Jimmy Hunter , Massa Johnston, Alex McDonald, Frank Mitchinson, Simon Mynott, Fred Roberts, Charles Seeling, Billy Wallace 
 Auswechselspieler: John Spencer

| 3. August 1907 | Australien                                | 5 : 14        | Neuseeland                                                | Brisbane Cricket Ground, Brisbane Zuschauer: 17.000 Schiedsrichter: C. B. Cochrane (Australien) |
| 3. August 1907 | Versuche: Messenger Erhöhungen: Messenger | (5:0) Bericht | Versuche: Francis Seeling Wallace (2) Erhöhungen: Wallace | Brisbane Cricket Ground, Brisbane Zuschauer: 17.000 Schiedsrichter: C. B. Cochrane (Australien) |

Aufstellungen:
- Australien: Jack Barnett, Peter Burge, William Canniffe, William Dix, John Fihelly, Peter Flanagan, Edward Mandible, Dally Messenger, Voy Oxenham, Allen Oxlade , Esmond Parkinson, Billy Richards, Charles Russell, Bede Smith, Frederick Wood
- Neuseeland: Steve Casey, John Colman, Bill Cunningham, Arthur Francis, Frank Fryer, George Gillett, Edward Hughes, Jimmy Hunter , Massa Johnston, Frank Mitchinson, Simon Mynott, George Nicholson, Fred Roberts, Charles Seeling, Billy Wallace

| 10. August 1907 | Australien                           | 5 : 5   | Neuseeland                               | Sydney Cricket Ground, Sydney Zuschauer: 29.000 Schiedsrichter: C. E. Morgan (Australien) |
| 10. August 1907 | Versuche: Wood Erhöhungen: Messenger | Bericht | Versuche: Mitchinson Erhöhungen: Wallace | Sydney Cricket Ground, Sydney Zuschauer: 29.000 Schiedsrichter: C. E. Morgan (Australien) |

Aufstellungen:
- Australien: Albert Burge, Jack Barnett, Peter Burge, William Dix, Tom Griffin, James Hughes, Edward Mandible, Paddy McCue, Chris McKivat, Dally Messenger, John Rosewell, Norman Row, Charles Russell, Bede Smith, Frederick Wood
- Neuseeland: Ernest Booth, Steve Casey, Bill Cunningham, Arthur Francis, Frank Fryer, Edward Hughes, George Gillett, Jimmy Hunter , Massa Johnston, Frank Mitchinson, Simon Mynott, George Nicholson, Fred Roberts, Jimmy O’Sullivan, Billy Wallace